# وتنسترم
وتنسترم (به لاتین: Vatnestrøm) یک منطقهٔ مسکونی در نروژ است که در اوست آدر واقع شده‌است.